# A3 Apulia Project
 (juin 2023).
A3 Apulia Project est un groupe italien de folk et musiques du monde, originaire de Terlizzi, province de Bari. Il est formé en 2007 et composé de Fabio Bagnato (chant, guitare acoustique, chitarra battente), Walter Bagnato (piano, accordéon), Angelo Verbena (guitare basse et contrebasse) et Tommaso Summo (batterie).

## Histoire

### Formation et débuts (2007—2009)
Formé en janvier 2007 sous le nom de A3 à partir d'une idée des compositeurs Fabio Bagnato et Walter Bagnato, le groupe commence à tourner en Italie durant l'été de la même année, participant à de nombreux festivals internationaux tels que le Festival de Popoli del Mediterraneo, Controfestival, MEI, et Adriatico Mediterraneo. Au printemps 2007, ils autoproduisent une démo intitulée A3, qui permet au groupe de signer un contrat d'enregistrement avec le label Folk Club Ethnosuoni de Casale Monferrato, dirigé par Maurizio Martinotti, en novembre de la même année. Grâce à la publication de leur premier disque intitulé Trasudando, A3 reçoit en février 2008 le prix Andrea Sacco - La voce del Gargano ; le disque est ensuite diffusé sur d'importantes stations de radio telles que Mapamundi (Espagne), BBC Radio 3 (Angleterre), Radio Rai 1 avec Michael Pergolani et Renato Marengo, et la revisitation de Tammurriata Alli Uno est incluse dans la compilation Arci SanaRecords, produite par Arci à Milan et Sana Records.
En 2009, l'expérience des concerts se consolide et le groupe est invité à d'importants festivals européens : en mai 2009, ils participent au Festival international de musique universitaire (FIMU) à Belfort, en France, et en juin, ils sont invités à l'Institut culturel italien de Wolfsburg pour le festival international de musique Sommerbuhne.

### D'OdysseiaàMurex(depuis 2010)
En janvier 2010, le groupe commence à travailler sur son deuxième album et crée une œuvre moins traditionnelle et plus ethno/folk. En avril 2011, la Compagnia Nuove Indye, dirigée par Paolo Dossena, met sous contrat le groupe qui, sur les conseils de la même maison de disques, change de nom et devient A3 Apulia Project. En juillet 2011 sort officiellement Odysseia, un disque qui amène le groupe sur la scène du Kaulonia Tarantella Festival, sous la direction d'Eugenio Bennato. Avec Odysseia, le groupe remporte l'Umbria Mei Folk Festival à Orvieto, une victoire qui l'amène à jouer avec Bandabardò et Peppe Voltarelli au Meeting delle etichette indipendenti à Faenza.
En octobre 2011, Livio Minafra et Domenico Mininni quittent le groupe et Francesco Rossini (guitare basse) et Giacomo de Nicolo (batterie) remplacent Nico Cipriani et Domenico Mininni. En 2012, le line-up final se compose des frères Bagnato, fondateurs et producteurs du projet musical, ainsi que d'Angelo Verbena (guitare basse et contrebasse) et de Tommaso Summo (batterie). En novembre 2014 est sort Murex, un album-concept de 11 chansons produit et distribué par Compagnia Nuove Indye. Le 29 juillet 2016, la compilation Pizzica la taranta est distribuée par Arnoldo Mondadori Editore, dans laquelle le groupe des Pouilles figure avec le single Aracne.

## Membres

### Membres actuels
- Fabio Bagnato – voix, guitare acoustique, chitarra battente (depuis 2007)
- Walter Bagnato – piano, accordéon (depuis 2007)
- Angelo Verbena – guitare basse (depuis 2012)
- Tommaso Summo – batterie (depuis 2012)

### Anciens membres
- Livio Minafra – accordéon (2007-2011)
- Pasquale Lamparelli – tambour (2007-2011)
- Nico Cipriani – guitare basse (2007-2011)
- Domenico Mininni – percussions (2007-2011)
- Francesco Rossini – basse (2011- 2012)
- Giacomo de Nicolo – batterie (2011-2012)

## Discographie
- 2008 : Trasudando
- 2011 : Odysseia
- 2014 : Murex

## Distinctions
- 2008 : Prix Andrea Sacco - la voce del Gargano (cultura per il Mediterraneo)[4]
- 2013 : Prix Anna Colasanti[9]
- 2017 : Prix La Musica è lavoro[11]
- 2022 : Lauréats et prix de la meilleure musique et du meilleur arrangement pour le Circonomia Green Music Festival[12]